# MAS Región
MAS Región è stato un partito politico cileno di orientamento socialista e autonomista; affermatosi nel 2008 con il nome di Movimento Ampio Sociale (Movimiento Amplio Social - MAS), su iniziativa del senatore Alejandro Navarro, ha assunto la denominazione anzidetta nel 2014, a seguito della fusione con Forza del Nord (Fuerza del Norte).
Nel 2018 si è fuso con Sinistra Cittadina per formare un nuovo soggetto politico, MAS Sinistra Cittadina (MAS Izquierda Ciudadana).

## Storia
In occasione delle elezioni parlamentari del 2009 si presentò con il Partito Regionalista degli Indipendenti nell'ambito della coalizione Chile Limpio Votez Feliz: alla Camera ottenne lo 0,4% dei voti senza conseguire alcun seggio, mentre al Senato riuscì ad ottenere una rappresentanza.
Alle elezioni parlamentari del 2013 entrò a far parte della coalizione Nuova Maggioranza: alla Camera ottenne lo 0,1% dei voti, non conseguendo alcun seggio; al Senato il 3,5% dei voti, con un seggio.
Alle elezioni parlamentari del 2017 aderì alla coalizione Convergenza Democratica con il Partito Democratico Cristiano del Cile e Sinistra Cittadina, ottenendo circa lo 0,1% dei voti in entrambi i rami del Parlamento senza conseguire alcun seggio.

## Loghi

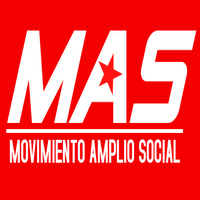
2008
2009-2014